# Phasia heynei
Phasia heynei är en tvåvingeart som först beskrevs av Townsend 1934.  Phasia heynei ingår i släktet Phasia och familjen parasitflugor. Inga underarter finns listade i Catalogue of Life.